# Liste des pièces commémoratives de 2 euros de 2009
Carte
- deux pièces commémoratives de 2 € émises
- une pièce commémorative de 2 € émise
- ne fait pas partie de la zone euro

Chronologie
2008 2010
Pour un article plus général, voir Pièce commémorative de 2 euros.
Une pièce commémorative de 2 euros est une pièce de 2 euros frappée par un État membre de la zone euro ou par un des micro-États autorisés à frapper des pièces de monnaie libellées en euro, destinée à commémorer un événement historique ou célébrer un événement actuel important. 
Cet article répertorie les 9 pièces commémoratives émises en 2009 (hors émission spéciale commune célébrant le 10e anniversaire de l'Union économique et monétaire).
La Slovaquie émet sa première pièce commémorative de 2 € en cette année 2009.
Également, une nouvelle série de pièces de 2 euros commémorant le 10e anniversaire de l'Union économique et monétaire est frappée. La série comprend 16 pièces, avec l'adoption de l'euro par Chypre et Malte, au 1er janvier 2008.

## Pièces émises

### Émissions nationales
| Allemagne                   | Présidence de la Sarre au Bundesrat |                       |
|                             | Cette pièce est la quatrième de la première série de 16 pièces de 2 € commémoratives sur les Länder allemands. La représentation de la Ludwigskirche (église du Prince Louis de Nassau), à Sarrebruck. Le mot SAARLAND (Sarre) apparaît sous le monument. Les douze étoiles du drapeau européen forment un demi-cercle sur la partie supérieure de l'anneau externe, interrompu par le millésime 2009 au sommet de la pièce. Le nom du pays émetteur BUNDESREPUBLIK DEUTSCHLAND forme un demi-cercle sur la partie inférieure de l'anneau extérieur. |                       |
| Graveur : Friedrich Brenner | \| Gravure sur la tranche : \| Date : \| Tirage : \| \| \| 6 février 2009 \| 30 millions de pièces[3] \| |                       |
| Gravure sur la tranche :    | Date : | Tirage :              |
|                             | 6 février 2009 | 30 millions de pièces |

| Belgique                 | 200e anniversaire de la naissance de l'inventeur français Louis Braille, le 4 janvier 1809 à Coupvray |                      |
|                          | Le portrait de Louis Braille, entre ses initiales L et B écrites dans l'alphabet dont il est l'auteur. Au-dessus du portrait, son nom LOUIS BRAILLE ; sous le portrait, l'indication BE du pays émetteur, entre les dates 1809 et 2009. L'anneau externe de la pièce comporte les douze étoiles du drapeau européen. |                      |
| Graveur : Luc Luycx      | \| Gravure sur la tranche : \| Date : \| Tirage : \| \| \| Septembre 2009 \| 5 millions de pièces \| |                      |
| Gravure sur la tranche : | Date : | Tirage :             |
|                          | Septembre 2009 | 5 millions de pièces |

| Finlande                           | 200e anniversaire de la première Diète et création des institutions du gouvernement central de la Finlande |                       |
|                                    | La représentation du profil de la cathédrale de Porvoo, le site où a été inaugurée la première Diète de la Finlande. La date 1809 apparaît dans la partie supérieure. Le millésime 2009 apparaît sur le côté droit. L'indication du pays émetteur, FI figure sur le côté gauche. L'anneau externe de la pièce comporte les douze étoiles du drapeau européen. |                       |
| Graveur : Reijo Juhani Paavilainen | \| Gravure sur la tranche : \| Date : \| Tirage : \| \| \| 23 octobre 2009 \| 1,6 million de pièces[6] \| |                       |
| Gravure sur la tranche :           | Date : | Tirage :              |
|                                    | 23 octobre 2009 | 1,6 million de pièces |

| Italie                           | 200e anniversaire de la naissance de l'inventeur français Louis Braille, le 4 janvier 1809 à Coupvray |                      |
|                                  | Une main pratiquant la lecture tactile d'un livre ouvert. Au-dessus de l'index, qui pointe l'inscription verticale LOUIS BRAILLE 1809-2009, deux oiseaux symbolisent la liberté du savoir. L'indication du pays émetteur RI (pour Repubblica Italiana) figure en haut à droite. Sous le livre, le nom de Braille est écrit dans l'alphabet dont il est l'inventeur. L'anneau externe de la pièce comporte les douze étoiles du drapeau européen. |                      |
| Graveur : Maria Carmela Colaneri | \| Gravure sur la tranche : \| Date : \| Tirage : \| \| \| Octobre 2009 \| 2 millions de pièces \| |                      |
| Gravure sur la tranche :         | Date : | Tirage :             |
|                                  | Octobre 2009 | 2 millions de pièces |

| Luxembourg               | 90e anniversaire de l'accession au trône de la Grande-Duchesse Charlotte |                |
|                          | Sur le côté gauche de son anneau interne, la pièce représente l'effigie de son Altesse royale le Grand-Duc Henri superposée à l'effigie de la Grande-Duchesse Charlotte, tous deux tournés vers la gauche. Le texte «LËTZEBUERG», aligné verticalement, et le millésime «2009», encadré par la marque du maître et la marque d'atelier, apparaissent sur le côté droit de l'anneau interne de la pièce. L'anneau externe de la pièce comporte les douze étoiles du drapeau européen. |                |
| Graveur : Alain Hoffmann | \| Gravure sur la tranche : \| Date : \| Tirage : \| \| \| Janvier 2009 \| 800 000 pièces[9] \| |                |
| Gravure sur la tranche : | Date : | Tirage :       |
|                          | Janvier 2009 | 800 000 pièces |

| Portugal                 | Jeux de la Lusophonie 2009 à Lisbonne |                        |
|                          | Un gymnaste avec un ruban. En haut, l'écusson du Portugal est situé dans un demi-cercle formé par l'indication du pays émetteur PORTUGAL. En bas, en demi-cercle, la légende 2. os JOGOS DA LUSOFONIA LISBOA (2e Jeux de la Lusophonie Lisbonne). Dans une boucle du ruban, à gauche, le millésime 2009. L'anneau externe de la pièce comporte les douze étoiles du drapeau européen, sur fond de lignes concentriques. |                        |
| Graveur : José Aurélio   | \| Gravure sur la tranche : \| Date : \| Tirage : \| \| \| Juin 2009 \| 1,25 million de pièces \| |                        |
| Gravure sur la tranche : | Date : | Tirage :               |
|                          | Juin 2009 | 1,25 million de pièces |

| Saint-Marin                         | 2009, année européenne de la créativité et de l'innovation |                |
|                                     | La représentation de différents objets évoquant la recherche scientifique : un livre, un compas, une éprouvette, une fiole. À gauche, les trois plumes emblématiques de Saint-Marin. À droite, le millésime 2009. En haut, les mots CREATIVITA (créativité) et INNOVAZIONE (innovation). Au bas, l'indication du pays émetteur SAN MARINO. L'anneau externe de la pièce comporte les douze étoiles du drapeau européen. |                |
| Graveur : Ettore Lorenzo Frapiccini | \| Gravure sur la tranche : \| Date : \| Tirage : \| \| \| Mai 2009 \| 130 000 pièces \| |                |
| Gravure sur la tranche :            | Date : | Tirage :       |
|                                     | Mai 2009 | 130 000 pièces |

| Slovaquie                | 20e anniversaire de la Révolution de velours |                     |
|                          | Cette pièce est la première pièce commémorative de 2 € émise par la Slovaquie. La représentation stylisée d'une cloche formée d'une série de clefs, en souvenir de la manifestation du 17 novembre 1989, où les citoyens marchèrent en agitant leurs trousseaux de clefs pour les faire sonner, ce qui marqua le début de la Révolution de velours. Autour du dessin, en haut, la légende 17 NOVEMBER SLOBODA - DEMOKRACIA (17 novembre liberté - démocratie) et les dates 1989-2009. En bas, l'indication du pays émetteur SLOVENSKO. L'anneau externe de la pièce comporte les douze étoiles du drapeau européen. |                     |
| Graveur : Pavol Károly   | \| Gravure sur la tranche : \| Date : \| Tirage : \| \| \| 10 novembre 2009 \| 1 million de pièces[13] \| |                     |
| Gravure sur la tranche : | Date : | Tirage :            |
|                          | 10 novembre 2009 | 1 million de pièces |

| Vatican                          | Année mondiale de l'astronomie |                |
|                                  | Une allégorie de la naissance des étoiles et des planètes, inspirée de la deuxième scène de la Genèse peinte par Michel-Ange au plafond de la chapelle Sixtine et représentant la création des astres, ainsi que plusieurs instruments d'astronomie. À gauche, la légende ANNO INTERNAZIONALE DELL'ASTRONOMIA (année internationale de l'astronomie). En haut à droite, l'indication du pays émetteur CITTÀ DEL VATICANO. Le millésime 2009 est situé en bas. L'anneau externe de la pièce comporte les douze étoiles du drapeau européen. |                |
| Graveur : Maria Carmela Colaneri | \| Gravure sur la tranche : \| Date : \| Tirage : \| \| \| Octobre 2009 \| 106 084 pièces \| |                |
| Gravure sur la tranche :         | Date : | Tirage :       |
|                                  | Octobre 2009 | 106 084 pièces |

### Émission spéciale commune pour le10eanniversairede l'Union économique et monétaire
| Zone euro                        | 10e anniversaire de l'Union économique et monétaire |
|                                  | Tous les pays de l'Union européenne utilisant l'euro ont émis le 1er janvier 2009 une pièce commémorative de 2 € à l'occasion du 10e anniversaire de l'Union économique et monétaire (UEM). Le centre de la pièce illustre une silhouette humaine stylisée dont le bras gauche est prolongé par le symbole de l'euro. Le nom du pays émetteur apparaît dans la partie supérieure, tandis que l'indication 1999-2009 et la traduction de l'acronyme UEM apparaissent dans la partie inférieure. L'anneau externe de la pièce comporte les douze étoiles du drapeau européen. Une exception existe pour le Luxembourg où la loi exige que le portrait du grand-duc figure sur toutes les pièces, le portrait de celui-ci apparaît donc en filigrane sur la pièce. Aux Pays-Bas, une loi similaire exigeant que le chef de l'État (le roi ou la reine) figure sur toutes les pièces, a été amendée pour participer à cette commémoration, cet amendement n'est valable que pour les émissions communes. Monaco, Saint-Marin et le Vatican ne font pas partie des pays émetteurs car ils ne sont pas membres de l'Union européenne. Cette pièce est la première pièce commémorative de 2 € émise par Chypre et Malte. |
| Graveur : Geórgios Stamatópoulos | \| Date : \| Tirage : \| \| 1er janvier 2009 \| 82,585 millions de pièces au total \| |
| Date :                           | Tirage : |
| 1er janvier 2009                 | 82,585 millions de pièces au total |

## Compléments

### Lectures approfondies
- Olivier Fournier (dir.), €5 : €monnaies et €billets 1999-2009, Paris, Les Chevaux-Légers, 2009 (ISBN 978-2-916996-13-4)
- Catalogue euro, Monnaie et billets 2014, Geesthacht, Leuchtturm, 2014 (ISBN 978-3-00-026627-0)